# Mosiera bullata
Mosiera bullata är en myrtenväxtart som först beskrevs av Nathaniel Lord Britton och Percy Wilson, och fick sitt nu gällande namn av Johannes Bisse. Mosiera bullata ingår i släktet Mosiera och familjen myrtenväxter.

## Underarter
Arten delas in i följande underarter:
- M. b. bullata
- M. b. leiophloea